# Montréal, Gers
Montréal este o comună în departamentul Gers din sudul Franței. În 2009 avea o populație de 1.256 de locuitori.

## Evoluția populației
| An        | 1975  | 1982  | 1990  | 1999  | 2006  | 2009  |
| --------- | ----- | ----- | ----- | ----- | ----- | ----- |
| Populație | 1.493 | 1.326 | 1.221 | 1.238 | 1.263 | 1.256 |